# Microcambeva draco
Microcambeva draco är en fiskart som beskrevs av Mattos och Lima 2010. Microcambeva draco ingår i släktet Microcambeva och familjen Trichomycteridae. Inga underarter finns listade i Catalogue of Life.